# Omloop van het Houtland 1966
L'Omloop van het Houtland 1966, ventiduesima edizione della corsa, si svolse il 29 settembre 1966 su un percorso con partenza e arrivo a Lichtervelde. Fu vinto dal belga Walter Boucquet della Mann-Grundig davanti ai suoi connazionali Eddy Van Audenaerde e Gilbert Desmet.

## Ordine d'arrivo (Top 10)
| Pos. | Corridore            | Squadra                    | Tempo |
| ---- | -------------------- | -------------------------- | ----- |
| 1    | Walter Boucquet      | Mann-Grundig               |       |
| 2    | Eddy Van Audenaerde  |                            |       |
| 3    | Gilbert Desmet       | Romeo-Smiths-Plume Sport   |       |
| 4    | Willy Planckaert     | Romeo-Smiths               |       |
| 5    | Gustaaf Desmet       | Wiel's-Groene Leeuw-Gancia |       |
| 6    | Guido Reybrouck      | Romeo-Smiths               |       |
| 7    | Norbert Kerckhove    | Mann-Grundig               |       |
| 8    | Leon Lenaerts        | Mann-Grundig               |       |
| 9    | Georges Vandenberghe | Romeo-Smiths               |       |
| 10   | Emiel Lambrecht      | Mann-Grundig               |       |